# Семеряк Тарас Іванович
Тара́с Іва́нович Семеря́к (1994 — 2022) — солдат Збройних Сил України, учасник російсько-української війни, що загинув у ході російського вторгнення в Україну.

## Життєпис
Народився 14 березня 1994 року в м. Яворові на Львівщині. Навчався в Яворівській СШ  № 3 ім. Тараса Шевченка. Після 9-го класу здобував професію автослюсаря у Львівському технікумі. Їздив на заробітки (сільськогосподарські роботи) до Польщі. Майже три роки працював у закладі громадського харчування у Львові (офіціант, бармен). У Львові знайшов наречену, з якою мав одружитися.
3 березня 2021 року проходив військову службу за контрактом у Збройних Силах України, проходив підготовку у Старичах, а з липня того ж року брав участь в ООС, боронив рідну землю від російських загарбників. З початком російського вторгнення в Україну продовжував стояти на захисті незалежності України на Луганщині. 
Загинув 7 березня 2022 року в м. Рубіжному Луганської області.

## Нагороди
- орден «За мужність» III ступеня (2022, посмертно) — за особисту мужність і самовіддані дії, виявлені у захисті державного суверенітету та територіальної цілісності України, вірність військовій присязі.